# Noodles
Kevin John Wasserman (født 4. februar 1963), bedst kendt under sit kunstnernavn Noodles, er leadguitarist og støttevokalist for punkbandet The Offspring.

## Biografi
Kevin John "Noodles" Wasserman (øgenavnet Noodles kommer fra hans konstante noodling på guitaren) blev født i Los Angeles, Californien. Før han kom til The Offspring, spillede Noodles i et lokalt band kaldet Clowns of Death (hvor der har været rygter om at Dexter Holland og Greg Kriesel var involveret i). Han blev angiveligt medlem i The Offspring (som på daværende tidspunkt kaldte sig Manic Subsidal, fordi han var den eneste der var gammel nok til at købe alkohol til resten af medlemmerne. På en af bandets tidligere koncert i 1989, blev han stukket med en kniv i skulderen af en skinhead. Under bandets tidligere dage arbejdede han som pedel på Earl Warren Elementary School i Garden Grove, Californien. Før Smash (1994) blev udgivet, havde han planlagt at forlade banden ved, men den overraskende succes med "Come Out and Play" fik ham til at blive. På deres DVD udgivelse Huck It (2000) som en del af et falsk interview, hævder Noodles at han godt kan lide de "finere ting i livet" som rødvin, klassisk musik, cigaretter og poesi. Sommetider kører han på snescooter og dyrker snowboarding i bjergene. Noodles er angiveligt også farveblind. I den bedre del af bandets karriere, var det en populær tro, at Noodles kunne lidt at samle på og irritere Greg K – Offsprings bassist.
Han er gift med Jackie Patricia Wasserman og sammen har de en datter, Chelsea Nicole Wasserman som er født den 6. december 1989.

## Musikudstyr

### Guitarer
Noodles spiller generelt på Ibanez guitarer, der har to signaturmodeller, den ene med en gaffertape finish (typen NDM1) og en anden med The Offsprings logo med briller (type NDM2) og så foretrækker han DiMarzio Tone Zone pickupper.
I de tidligere dage i The Offspring, spillede han en bredere vifte af guitarer, såsom Fender Telecaster, Ibanez Talmans og Gibson Les Paul. Han ejer også andre guitar modeller som Paul Reed Smith guitarer, Fender Stratocaster andre Fender modeller, Jackson guitarer og Gibson guitarer. I et interview på The Offsprings Greatest Hits DVD, hævder Noodles, at han gav sin Stratocaster guitar til en af de medvirkende personer i musikvideoen til "Self Esteem" (fra deres album Smash) (1994).

### Forstærkere
Noodles brugte Mesa/Boogie Mark IV forforstærkere med 4x12 kabinetter i de fleste Offspring sange. Siden Splinter (2003) er det blevet blandet med VHT Classic Lead forstærkere.

## Diskografi

### The Offspring
- The Offspring (1989)
- Ignition (1992)
- Smash (1994)
- Ixnay on the Hombre (1997)
- Americana (1998)
- Conspiracy of One (2000)
- Splinter (2003)
- Rise and Fall, Rage and Grace (2008)
- Days Go By (2012)